# ディエスシアー
ディエスシアー（Diesear、烙印之日）は、2007年に結成された、台湾のメロディックデスメタルバンド。

## 音楽性
メタルコアを備えたデスメタルのコンビネーションスタイルのメロディックデスメタルである。北欧メロディック・デスメタルとアジアの要素を取り入れている。叙情的なツインギターが特徴。楽曲は、SuiとChris-jが二人でリフやソロを構成し、少しずつ曲を完成させていく。まれに、ソニックのフォローと言うものもあるが、DIESEARの音楽はあくまでもメンバーの感情から生まれてくるものであり、台湾の歴史や伝説をコンセプトにすることはなく、どういった歌詞テーマを扱っているかについてSuiは「人間を扱うことが多いね。人間のいい面もだめな面も両方扱っている」と雑誌BURRNのインタビューで語っている。

## メンバー
- スイ (Sui) - ギター、ボーカル
クレナイ脱退後より、ボーカルを兼任する。
- イェン (Yen) - ベース
- サートーン (Sathon) - ドラム

## 旧メンバー
- クレナイ (Kurenai) - ボーカル
- クリスジェイ (Chris-J) - ギター
- ジェフ (Jeff) - ベース
- アモ (Amo) - ドラム
- チュン (Tzhung) - ドラム

## アルバム
- Sear(EP) - 2008
- The Inner Sear - 2009
- Ashes of the Dawn - 2013
- BloodRed Inferno - 2019

## アーティスト契約
- FGN guitar - Chris-J (2014)
- Providence effect pedal- SUI (2013)
- Providence effect pedal- Chris-J (2013)
- ESP guitar - Sui(2014)